# Butlappet løvefod
Butlappet løvefod Alchemilla subcrenata er en planteart, der tilhører Rosen-familien.
Den er udbredt fra Europa i vest til Kamchatka i øst. Bestanden i Danmark er i tilbagegang er regnet som en truet art på den danske rødliste.